# Jörgen Lantz
Jörgen Lantz, född 23 december 1943 i Stockholm, är en svensk skådespelare, främst känd för barnprogram som Ville, Valle och Viktor (där han spelade Ville) och Björnes magasin (där han 1987–2000 gjorde Björne). Han är även en känd röst i tecknade filmer och barnprogram; bland annat känns han igen som rösten åt Nasse i Nalle Puh samt desmanen Sacha i barnprogrammet Noaks ö.

## Karriär
Lantz är uppvuxen på Södermalm i Stockholm. Han siktade som ung mot att bli skulptör, men efter att han inte blivit antagen till Konstfack ändrade han inriktning.
Jörgen Lantz studerade 1964 på Actors' Studio i New York och Balettakademin i Stockholm, och på Scenskolan i Stockholm 1973–1974. Han var från 1968 medlem av Fria Teatern, och spelade Ville i teatergruppens barnprogram Ville, Valle och Viktor samt medverkade i flera andra av gruppens tv-produktioner på SVT, däribland Vem betalar kalaset? (1971) och Härliga tider (1976).
Lantz var med och grundade intresseföreningen Teatercentrum, och var åren 1989–1998 ordförande för Artister för fred. 1993 tilldelade Svenska Akademien honom Carl Åkermarks stipendium.

### Björne
Jörgen Lantz blev rikskänd som björnen Björne. Barnprogrammet Björnes magasin hade premiär 1987, och där spelade Lantz rollen i björnkostym fram till år 2000. Björnes magasin var ursprungligen bara tänkt som ett ramprogram där Björne presenterade andra program. Det kom dock att utvecklas till något större, med egna program och gäster som Robert Gustafsson och Eva Funck – vid sidan av Björnes eviga följeslagare Snigel.
2000 byttes Jörgen Lantz ut i rollen som Björne (efterträdd av Pontus Gustafsson). Det bytet omgärdades av kontroverser. Bland annat hade Lantz utan SVT:s tillstånd medverkat på CD-albumet Björnes favoriter 2.

## Filmografi
Enligt Svensk Filmdatabas och Internet Movie Database:

### Roller
- 1965 – Flygplan saknas – en löpare
- 1967 – Den röda kappan
- 1969 – Ni ljuger. – intern på Långholmen
- 1970 – Ville, Valle och Viktor upptäcker Sverige (TV-serie) – Ville
- 1972 – Ville, Valle och Viktor och den mystiske mannen (TV-serie) – Ville
- 1974 – Huset Silfvercronas gåta (TV-serie) – vakten
- 1975 – Från A till Ö (TV-serie) – orienterare
- 1977 – Filmen om Nalle Puh – Nasse (röst, dubbad 1992)
- 1978 – Julius Julskötare (TV-serie) – nyhetsredaktör
- 1980 – Sinkadus (TV-serie)
- 1981 – Det stora barnkalaset (kortfilm) – Putte
- 1987–2000 – Björnes magasin (TV-serie) – Björne
- 1988 – Nya äventyr med Nalle Puh (TV-serie) – Nasse (röst)
- 1991 – Kalle Stropp och Grodan Boll på svindlande äventyr – sångare
- 1997 – Nalle Puh och jakten på Christoffer Robin – Nasse (röst)
- 1998 – En kluven stad – skådespelare
- 1999 – En liten julsaga – antikhandlare som köper nallen
- 2000 – Där våldet slutar börjar kärleken – affärsbiträdet
- 2003 – Underdrifter (kortfilm)
- 2005 – Underdrifter 2 (kortfilm)
- 2010 – Pino på äventyr (röst)
- 2011 – Här kommer Pino! (röst)

### Manus
- 1970 – Ville, Valle och Viktor upptäcker Sverige (TV-serie)
- 1972 – Ville, Valle och Viktor och den mystiske mannen (TV-serie)

## Teater

### Roller (ej komplett)
| År   | Roll           | Produktion                                                                | Regi                | Teater                 |
| ---- | -------------- | ------------------------------------------------------------------------- | ------------------- | ---------------------- |
| 1960 |                | Brumbjörnen (L'Hurluberlu ou Le Reactionnaire amoureux) Jean Anouilh      | Börje Mellvig       | Riksteatern            |
| 1961 |                | En folkefiende Henrik Ibsen                                               | Per Sjöstrand       | Riksteatern            |
| 1962 | Jim Hawkins    | Skattkammarön (Treasure Island) R L Stevenson, Arne Lydén, Gösta Terserus | Gösta Terserus      | Riksteatern            |
| 1963 | Pud            | Nog lever farfar (On Borrowed Time) Paul Osborn                           | Ragnar Falck        | Riksteatern            |
| 1965 | Baby John      | West Side Story Leonard Bernstein, Stephen Sondheim och Arthur Laurents   | Rikki Septimus      | Oscarsteatern          |
| 1968 | En annan pojke | Jaktscener (Jagdszenen aus Niederbayern) Martin Sperr                     | Ernst Günther       | Stockholms stadsteater |
| 1968 |                | Kung Ubu (Ubu Roi) Alfred Jarry                                           | Anders Frambäck     | Riksteatern            |
| 1968 |                | Spöket på Canterville (The Canterville Ghost) Oscar Wilde                 | Tom Lagerborg       | Riksteatern            |
| 1969 |                | Cocktailpartyt de Geer, Lantz, Linder, Wahlund, Alexandersson, Roll       | Ensemblen           | Arenateatern           |
| 1975 | Greve Battwyhl | Herr von Hancken Agneta Pleijel                                           | Johan Bergenstråhle | Stockholms stadsteater |